# Arboleda (Nariño)
Arboleda es un municipio colombiano ubicado en el departamento de Nariño, cuya cabecera municipal recibe el nombre de Berruecos.
Las actividades económicas de mayor importancia en el municipio son la agricultura y la ganadería.

## Toponimia

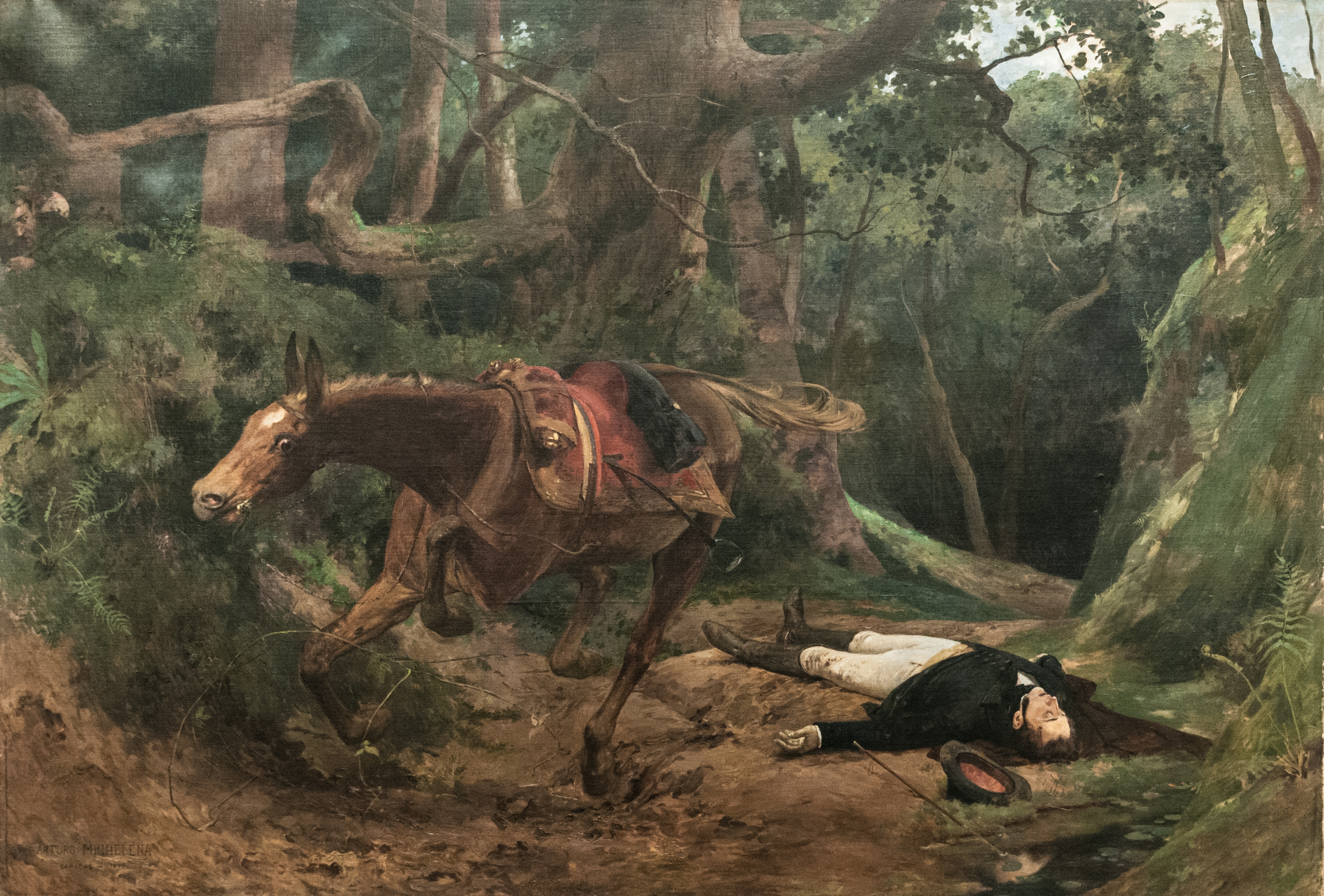
La muerte de Sucre en Berruecos (1895), obra de Arturo Michelena. Pintura en que se indica el deceso del mariscal Antonio José de Sucre en medio selvático de Arboleda.

El nombre del municipio se debe a que en 1861 el general Julio Arboleda Pombo fuera asesinado en las umbrías montañas de Berruecos, como sucediera, así mismo, con el mariscal Antonio José de Sucre en 1830.
Berruecos significa: sitio lleno de rocas.

## Historia
Berruecos se conoció desde el siglo XVII, por ser un lugar de paso obligado para las caravanas que viajaban de Popayán a Pasto y viceversa. Ya comenzado el siglo XVII, se menciona en nuestra historia americana el nombre de Berruecos.
La actual población de Berruecos fue fundada por el padre Jaime Montero el 25 de noviembre de 1859 según el acta notarial de su fundación y se ubica en el punto céntrico de las dos antiguas poblaciones así mismo denominadas y hoy desaparecidas: La primera ubicada hacia el occidente, célebre por haber acuartelado en su capilla al General Antonio Nariño en 1814 pero abandonada por sus habitantes por considerar que fue profanada por este "hereje" y otros calificativos deprimentes como llamaban los realistas al general Antonio Nariño; la segunda llamada Pueblo Viejo desapareció arrasada por las llamas en las guerras, en esta se firmó la capitulación de Pasto el 6 de junio de 1822.
El distrito de Berruecos hizo parte de la antigua provincia del Juanambu la cual estuvo conformada por los distritos de La Unión, Albán, San Lorenzo, El Tablón y Taminango. La fecha de creación de esta Provincia data del 15 de junio de 1905.

## División Político-Administrativa
Además de su Cabecera municipal: Berruecos. Arboleda tiene bajo su jurisdicción los siguientes Centros poblados:
- El Empate
- El Pedregal
- Rosaflorida Norte
- Rosaflorida Sur